# Duhaldea pterocaula
Duhaldea pterocaula là một loài thực vật có hoa trong họ Cúc. Loài này được (Franch.) Anderb. mô tả khoa học đầu tiên năm 1991.